# Niraeus tricolor
Niraeus tricolor är en skalbaggsart som beskrevs av Newman 1840. Niraeus tricolor ingår i släktet Niraeus och familjen långhorningar.
Artens utbredningsområde är Myanmar. Inga underarter finns listade i Catalogue of Life.